# Tayikistán en los Juegos Paralímpicos de Tokio 2020
Tayikistán estuvo representado en los Juegos Paralímpicos de Tokio 2020 por un deportista masculino. El equipo paralímpico tayiko no obtuvo ninguna medalla en estos Juegos.